# RC филтар
Отпорно-кондензаторско коло (РЦ коло, РЦ филтри или РЦ мрежа), је електрично коло састављено од отпорника и кондензатора вођен напоном или струјним извором. Први ред РЦ кола састоји се од једног отпорника и једног кондензатора и оно је најједноставнији тип РЦ кола.
РЦ кола могу да се користе за филтрирање сигнала блокирањем одређене фреквенције и пропуштањем друге. Филтери се деле на:
- пропуснике ниских учестаности (пропуштају сигнале ниске учестаности, док сигнале високе учестаности пригушују)
- пропуснике високих учестаности (пропуштају сигнале високе учестаности, док сигнале ниске учестаности пригушују)
- пропуснике опсега учестаности (пропуштају сигнале одређеног опсега, док сигнале ван тог опсега пригушују)
- непропуснике опсега учестности (пригушују сигнале одређеног опсега, док сигнале ван тог опсега пропуштају)

## Увод
Постоје три основна, линеарна пасивна несрећно стављени аналогни склоп компоненте: отпорници (Р), кондензатори (Ц), индуктори (Л). Они се могу комбиновати у РЦ колу, РЛ коло, ЛЦ коло, и РЛЦ кола, са скраћеницама које указују које компоненте се користе. Та кола, међу њима, показују велики број важних типова понашања који су од фундаменталног значаја за многе аналогне електронике. Конкретно, они су у стању да делују као пасивни филтри. Овај чланак разматра РЦ коло, како у серији и паралелне облика, као што је приказано на слици испод.
 Овај чланак се ослања на знање о сложеном импедансама представљеним кондензаторима и на познавању фреквенције домена представљања сигнала.

## Природни одговор
Најједноставније РЦ коло је кондензатор и отпорник у серији. Када се коло састоји од само једног оптуженог кондензатора и отпорника, кондензатор ће испунити своју акумулирану енергију кроз отпорник. Напон преко кондензатора, који је временски зависан, може се наћи помоћу Кирхофовог закона, где струја кроз кондензатор мора бити једнака струји кроз отпорник. Ово резултује у линеарне диференцијалне једначине
{\displaystyle C{\frac {dV}{dt}}+{\frac {V}{R}}=0}.
Решавање ове једначине за V даје формулу за експоненцијални распад:
{\displaystyle V(t)=V_{0}e^{-{\frac {t}{RC}}}\ ,}
Где V0 је кондензатор напон у тренутку т = 0.
Време потребно да напон падне на {\displaystyle {\frac {V_{0}}{e}}} се зове РЦ временска константа и даје
{\displaystyle \tau =RC\ .}

## Комплекс импеданса
Комплекс импеданса, ZC (у охм) кондензатора капацитивности са C (у фарада) је
{\displaystyle Z_{C}={\frac {1}{sC}}}
У комплекс фреквенција  s  је, генерално, комплексни број,
{\displaystyle s\ =\ \sigma +j\omega }
где
- j представља имагинарна јединица:

{\displaystyle j^{2}=-1}
- {\displaystyle \sigma \ }је експоненцијални распад константа (у радијанима у секунди), и
- {\displaystyle \omega \ } је синусна угаона фреквенција (такође у радијанима у секунди).

### Синусоидално равнотежно стање
Синусоидално устаљено стање је посебан случај у којем се улазни напон састоји од чисте синусоиде (без експоненцијалног распадања). Као резултат тога,
{\displaystyle \sigma \ =\ 0}
и евалуација С постаје
{\displaystyle s\ =\ j\omega }

## Серија коло
Приказивањем коло као напонског разделника, напон преко кондензатора је:
{\displaystyle V_{C}(s)={\frac {1/Cs}{R+1/Cs}}V_{in}(s)={\frac {1}{1+RCs}}V_{in}(s)}
и напон на отпорнику је:
{\displaystyle V_{R}(s)={\frac {R}{R+1/Cs}}V_{in}(s)={\frac {RCs}{1+RCs}}V_{in}(s)}.

### Трансфер функција
Функција преноса од улазног напона до напона на кондензатору је
{\displaystyle H_{C}(s)={V_{C}(s) \over V_{in}(s)}={1 \over 1+RCs}}.
Слично томе, функција преноса од улаза до напона на отпорнику је
{\displaystyle H_{R}(s)={V_{R}(s) \over V_{in}(s)}={RCs \over 1+RCs}}.

#### Полови и нуле
Обе функције преноса имају један пол се налази на
{\displaystyle s=-{1 \over RC}} .
Поред тога, функција преноса за отпорнике има нулту која се налази на пореклу.

### Добитак и фаза
Величина добитака преко две компоненте су:
{\displaystyle G_{C}=|H_{C}(j\omega )|=\left|{\frac {V_{C}(j\omega )}{V_{in}(j\omega )}}\right|={\frac {1}{\sqrt {1+\left(\omega RC\right)^{2}}}}}
и
{\displaystyle G_{R}=|H_{R}(j\omega )|=\left|{\frac {V_{R}(j\omega )}{V_{in}(j\omega )}}\right|={\frac {\omega RC}{\sqrt {1+\left(\omega RC\right)^{2}}}}},
и фазхи углови су:
{\displaystyle \phi _{C}=\angle H_{C}(j\omega )=\tan ^{-1}\left(-\omega RC\right)}
и
{\displaystyle \phi _{R}=\angle H_{R}(j\omega )=\tan ^{-1}\left({\frac {1}{\omega RC}}\right)}.
Ови изрази заједно може се заменити у уобичајном изразу за фазорске представља излаз:
{\displaystyle V_{C}\ =\ G_{C}V_{in}e^{j\phi _{C}}}
{\displaystyle V_{R}\ =\ G_{R}V_{in}e^{j\phi _{R}}}.

### Струја
Струја у колу је свуда иста, јер коло је у серији:
{\displaystyle I(s)={\frac {V_{in}(s)}{R+{\frac {1}{Cs}}}}={Cs \over 1+RCs}V_{in}(s)}

### Импулсни одзив
Импулсни одзив за сваки напон је инверзна Лапласове трансформације од одговарајуће функције преноса. Он представља одговор на кола улазног напона који се састоји од импулса или Дирак делта функције.
Импулсни одзив за кондензатор напона је
{\displaystyle h_{C}(t)={1 \over RC}e^{-t/RC}u(t)={1 \over \tau }e^{-t/\tau }u(t)}
Где u(t) је Хевисајда функција корак и
{\displaystyle \tau \ =\ RC}
је временска константа.
Слично томе, импулсни одзив за отпорник напона је
{\displaystyle h_{R}(t)=\delta (t)-{1 \over RC}e^{-t/RC}u(t)=\delta (t)-{1 \over \tau }e^{-t/\tau }u(t)}
где δ(t) је Дирак делта функција

### Разматрања фреквенцијског домена
То су фреквенција домена изрази. Анализа њих ће показати које ће фреквенције кола (или филтери) проћи и одбити. Ова анализа почива на разматрање шта се дешава са овим добитака као фреквенција постаје веома велика и веома мала.
Као {\displaystyle \omega \to \infty }:
{\displaystyle G_{C}\to 0}
{\displaystyle G_{R}\to 1}.
као{\displaystyle \omega \to 0}:
{\displaystyle G_{C}\to 1}
{\displaystyle G_{R}\to 0}.
То показује да, ако се узима излаз преко кондензатора, високе фреквенције су ослабљене (краткоспојени на терену) и ниске фреквенције су прошле. Дакле, коло се понаша као  нископропусни филтер. Ако, међутим, излаз је преко отпорника, високе фреквенције су прошли и ниске фреквенције су ослабљени (од кондензатора блокира сигнал као његова фреквенција тежи 0). У овој конфигурацији, коло се понаша као високо-пасс филтер.
Опсег фреквенција који филтер пролази се зове његова пропусног опсега. Тачка у којој филтер слаби сигнал до половине своје нефилтрирани моћи се назива његова Гранична фреквенција. Ово захтева да добитак од кола да се сведе на
{\displaystyle G_{C}=G_{R}={\frac {1}{\sqrt {2}}}}.
Решавање једначина приносе
{\displaystyle \omega _{c}={\frac {1}{RC}}}
или
{\displaystyle f_{c}={\frac {1}{2\pi RC}}}
што је фреквенција да ће филтер ублажи до половине своје првобитне моћи.
Јасно, фазе такође зависити фреквенцији, иако овај ефекат је мање занимљива генерално од варијација гаин.
Као {\displaystyle \omega \to 0}:
{\displaystyle \phi _{C}\to 0}
{\displaystyle \phi _{R}\to 90^{\circ }=\pi /2^{c}}.
као {\displaystyle \omega \to \infty }:
{\displaystyle \phi _{C}\to -90^{\circ }=-\pi /2^{c}}
{\displaystyle \phi _{R}\to 0}
Дакле, на ДЦ (0 Хз), кондензатор напон је у фази са напоном сигнала док отпорник напон га води од 90 степени. Као фреквенција повећава, кондензатор напон долази да имају а 90° заостају у односу на сигнала и отпорник напон долази да буде у-фази са сигналом-

### Разматрања временског домена
Овај одељак се ослања на знања e, природна логаритамска константа.
Најједноставнији начин да се изведе понашање домена време је да користите Лапласове трансформације с тих израза за {\displaystyle V_{C}} and {\displaystyle V_{R}} дата горе. Ово ефективно претвара {\displaystyle j\omega \to s}. Под претпоставком улазни корак (тј. . {\displaystyle V_{in}=0} пре {\displaystyle t=0} након тога {\displaystyle V_{in}=V} после тога):
{\displaystyle V_{in}(s)=V{\frac {1}{s}}}
{\displaystyle V_{C}(s)=V{\frac {1}{1+sRC}}{\frac {1}{s}}}
and
{\displaystyle V_{R}(s)=V{\frac {sRC}{1+sRC}}{\frac {1}{s}}}.
Парцијална фракција ова експанзија и инверзна Лапласове трансформације приноса:
{\displaystyle \,\!V_{C}(t)=V\left(1-e^{-t/RC}\right)}
{\displaystyle \,\!V_{R}(t)=Ve^{-t/RC}}.
Ове једначине су за израчунавање напона преко кондензатора и отпорника односно док је кондензатор пуњења, за пражњење, једначине су обрнуто. Ове једначине могу се написати у смислу пуњења и струја, користећи релације C=Q/V and V=IR (видети Омов закон).
Тако, напон преко кондензатора тежи В као време пролази, а напон преко отпорника тежи 0, као што је приказано на сликама. Ово је у складу са интуитивним тачке да кондензатор ће бити пуњење од напона напајања како време пролази, а на крају ће бити у потпуности напуњена.
Ове једначине показују да серија РЦ коло има временска константа, обично означено {\displaystyle \tau =RC} је време које је потребно напону преко компоненте за било порасту (преко Цг ) или пад (преко Р) у року од {\displaystyle 1/e} своје крајње вредности. То , {\displaystyle \tau } је време потребно {\displaystyle V_{C}} да достигне {\displaystyle V(1-1/e)} и {\displaystyle V_{R}} да достигне {\displaystyle V(1/e)}.
Стопа промене је фракциона {\displaystyle \left(1-{\frac {1}{e}}\right)} по {\displaystyle \tau }. Тако, идући од {\displaystyle t=N\tau } до {\displaystyle t=(N+1)\tau }, напон ће се преселили око 63,2% од пута из његовог нивоа у {\displaystyle t=N\tau } ка својој коначној вредности. Дакле, Ц ће се наплаћивати на око 63,2%, након {\displaystyle \tau }, а у суштини потпуно напуњена (99,3%), након око {\displaystyle 5\tau }. Када је замењен извор напона са кратког споја, са потпуно напуњеном Ц, напон преко Ц опада експоненцијално са т из {\displaystyle V} ка 0. Ц ће бити отпуштен на око 36,8%, након {\displaystyle \tau }, а у суштини потпуно испражњене (0,7%), након око {\displaystyle 5\tau }. Имајте на уму да струја, {\displaystyle I}, у колу понаша као напоном преко Р чини, преко Омов закон.
Ови резултати могу такође бити изведена решавањем диференцијална једначина и описује коло:
{\displaystyle {\frac {V_{in}-V_{C}}{R}}=C{\frac {dV_{C}}{dt}}}
и
{\displaystyle \,\!V_{R}=V_{in}-V_{C}}.
Први једначина је решена коришћењем интегративни фактор и други прати лако; решења су потпуно исти као они добијени путем Лапласа трансформише.

#### Интегратор
Узимајући у обзир да излаз преко кондензатора нависоким фреквенције тј
{\displaystyle \omega \gg {\frac {1}{RC}}}.
То значи да кондензатор неима довољно времена да се напуни, па је због тога тако његов напон врло мали. Тако је улазни напон приближно једнак напону на отпорнику. Да би се то видело, погледати израз за {\displaystyle I} дат изнад:
{\displaystyle I={\frac {V_{in}}{R+1/j\omega C}}}
али имајући на уму да учесталост стање описано средства да
{\displaystyle \omega C\gg {\frac {1}{R}}}
Тако да
{\displaystyle I\approx {\frac {V_{in}}{R}}} што је заправо представљаОмов закон.
Сада,
{\displaystyle V_{C}={\frac {1}{C}}\int _{0}^{t}Idt}
Тако да
{\displaystyle V_{C}\approx {\frac {1}{RC}}\int _{0}^{t}V_{in}dt},
што је интегратор преко кондензатора.

#### Диференцијатор
Размислите излаз преко отпорника на малим фреквенције, тј.
{\displaystyle \omega \ll {\frac {1}{RC}}}.
То значи да кондензатор има времена да наплати све до његова напон је скоро једнак напону на извору. С обзиром на израз за {\displaystyle I} опет, када
{\displaystyle R\ll {\frac {1}{\omega C}}},
Тако да
{\displaystyle I\approx {\frac {V_{in}}{1/j\omega C}}}
{\displaystyle V_{in}\approx {\frac {I}{j\omega C}}=V_{C}}
сада
{\displaystyle V_{R}=IR=C{\frac {dV_{C}}{dt}}R}
{\displaystyle V_{R}\approx RC{\frac {dV_{in}}{dt}}}
што је диференцијација преко отпорника.
Прецизније се интеграција и диференцијација може постићи постављањем отпорника и кондензатора по потреби на улазу и повратној петљи операционог појачавача.

## Паралелно коло
Паралелно РЦ коло је генерално мање интересантан од серијског кола. То је углавном зато што је излазни напон {\displaystyle V_{out}} једнак улазноом напону {\displaystyle V_{in}}. Резултат тога је да ово коло не делује као филтер на улазни сигнал, осим ако се напаја из струјног извора.
{\displaystyle I_{R}={\frac {V_{in}}{R}}\,}
и
{\displaystyle I_{C}=j\omega CV_{in}\,}. Ово показује да је кондензатор струја 90° ван фазе са отпорника (и извор) струје. Алтернативно, владајуће диференцијалне једначине могу се користити:
{\displaystyle I_{R}={\frac {V_{in}}{R}}}
и
{\displaystyle I_{C}=C{\frac {dV_{in}}{dt}}}.
Када хранио стране струјни извор, пренос функција паралелни РЦ кола је:
{\displaystyle {\frac {V_{out}}{I_{in}}}={\frac {R}{1+sRC}}}.